# DaQuan Jeffries
DaQuan Marquel Jeffries (Edmond, Oklahoma; 30 de agosto de 1997) es un baloncestista estadounidense que pertenece a la plantilla de los Charlotte Hornets de la NBA. Con 1,96 metros de estatura, puede jugar como escolta o alero.

## Trayectoria deportiva

### Universidad
Jugó una temporada con los Golden Eagles de la Universidad Oral Roberts, en la que promedió 6,7 puntos y 4,4 rebotes por partido. Al término de la misma fue transferido al pequeño Western Texas College, regresando a la División I de la NCAA en 2017, al comprometerse con los Golden Hurricane de la Universidad de Tulsa, donde jugó dos temporadas más, en las que promedió 11,5 puntos, 5,3 rebotes y 1,3 tapones por encuentro. En su última temporada fue incluido en el tercer mejor quinteto de la American Athletic Conference.

#### Estadísticas
| Año     | Equipo       | PJ | PT | MPP  | %TC  | %3P  | %TL  | RPP | APP | ROB | TPP | PPP  |
| ------- | ------------ | -- | -- | ---- | ---- | ---- | ---- | --- | --- | --- | --- | ---- |
| 2015–16 | Oral Roberts | 29 | 7  | 20.3 | .574 | .393 | .783 | 4.4 | 0.8 | 0.6 | 0.6 | 6.7  |
| 2017–18 | Tulsa        | 25 | 9  | 22.0 | .542 | .393 | .792 | 4.9 | 0.8 | 0.6 | 1.4 | 9.7  |
| 2018–19 | Tulsa        | 31 | 31 | 28.1 | .502 | .366 | .755 | 5.6 | 1.8 | 1.0 | 1.2 | 13.0 |
| Total   | Total        | 85 | 47 | 23.6 | .530 | .377 | .770 | 5.0 | 1.2 | .8  | 1.1 | 9.9  |

### Profesional
Tras no ser elegido en el Draft de la NBA de 2019, el 21 de junio firmó con los Orlando Magic, con quienes disputó las Ligas de Verano de la NBA y cinco partidos de pretemporada. Le ofrecieron un contrato dual, pero declinó la oferta.
El 21 de octubre firmó un contrato dual con los Sacramento Kings de la NBA y su filial en la G League, los Stockton Kings.
Tras ser despedido por los Kings, el 5 de abril de 2021 fue reclamado por los Houston Rockets. Tras 13 encuentros con los Rockets, el 13 de mayo, fue cortado.
Tras fichar el 7 de octubre de 2021 por Atlanta Hawks y ser despedido antes del comienzo de la temporada, el 31 del mismo mes firmó con los College Park Skyhawks de la G League.
El 1 de enero de 2022, Jeffries firmó un contrato de 10 días con los Memphis Grizzlies. Al término del contrato y tras 3 encuentros con los Grizzlies, regresa a los College Park Skyhawks.
El 15 de septiembre de 2022 firmó con los New York Knicks, pero fue despedido al final de la pretemporada. El 24 de octubre de 2022, Jeffries se unió a la lista de jugadores de los Westchester Knicks. El 29 de noviembre de 2022 firmó un contrato dual con los New York Knicks y su filial, los Westchester Knicks. El 5 de marzo de 2023, firma con los Knicks un contrato de 10 días, renovando el 16 de marzo, y firmando el 26 de marzo hasta final de temporada, pero no llegó a jugar con el primer equipo.
El 30 de diciembre de 2023 es cortado por los Knicks, regresando a los Westchester Knicks el 2 de enero de 2024. El 22 de febrero firma por 10 días con New York Knicks. Regresó a Westchester al término del mismo, pero el 13 de marzo volvió a firmar un segundo contrato de diez días.
El 2 de octubre de 2024 fue fichado y traspasado a los Charlotte Hornets en un intercambio de tres equipos que involucró a los Minnesota Timberwolves, en el que estos adquirieron a Keita Bates-Diop, Donte DiVincenzo, Julius Randle y una fotura elección protegida del draft. Los Hornets también recibieron a Charlie Brown Jr., Duane Washington Jr., tres selecciones de segunda ronda y una compensación del draft. Nueva York adquirió a Karl-Anthony Towns y los derechos de selección de James Nnaji.

## Estadísticas de su carrera en la NBA

### Temporada regular
| Año     | Equipo     | PJ  | PT | MPP  | %TC  | %3P  | %TL   | RPP | APP | ROB | TPP | PPP |
| ------- | ---------- | --- | -- | ---- | ---- | ---- | ----- | --- | --- | --- | --- | --- |
| 2019-20 | Sacramento | 13  | 0  | 10.8 | .500 | .278 | .833  | 1.4 | .5  | .3  | .1  | 3.8 |
| 2020-21 | Sacramento | 18  | 2  | 12.9 | .421 | .321 | .857  | 1.6 | .3  | .4  | .2  | 3.5 |
| 2020-21 | Houston    | 13  | 3  | 20.1 | .413 | .282 | 1.000 | 3.2 | 1.2 | .6  | .5  | 4.9 |
| 2021-22 | Memphis    | 3   | 0  | 2.9  | .500 | .000 | —     | .7  | .3  | .0  | .0  | .7  |
| 2023-24 | New York   | 13  | 0  | 2.6  | .357 | .143 | .000  | .4  | .2  | .0  | .0  | .8  |
| 2024-25 | Charlotte  | 47  | 20 | 22.8 | .405 | .335 | .800  | 2.9 | 1.1 | .6  | .5  | 6.7 |
| Total   | Total      | 111 | 25 | 15.9 | .415 | .315 | .783  | 2.1 | .8  | .4  | .3  | 4.6 |

### Playoffs
| Año   | Equipo   | PJ | PT | MPP | %TC  | %3P  | %TL | RPP | APP | ROB | TPP | PPP |
| ----- | -------- | -- | -- | --- | ---- | ---- | --- | --- | --- | --- | --- | --- |
| 2023  | New York | 2  | 0  | 2.3 | —    | —    | —   | .0  | .0  | .0  | .0  | .0  |
| 2024  | New York | 4  | 0  | 5.0 | .375 | .400 | —   | 1.0 | .0  | .3  | .0  | 2.0 |
| Total | Total    | 6  | 0  | 4.1 | .375 | .400 | —   | .7  | .0  | .2  | .0  | 1.3 |